# Zona B (glazbeni sastav)
Zona B je srpski blues rock sastav iz Beograda.
Osnovan je 1986. godine. 
Obradali su pjesme BB Kinga i mnogih drugih.

## Povijest
Osnovao ga je bivši član Idola, Zdenko Kolar, zajedno s bubnjarom Dušanom Ristićem, 28. studenoga 1986. godine. U prvoj postavi su bili: Jovan Savić, Zdenko Kolar, Dušan Ristić, Dušan Bezuha I Vladimir Filipović.

## Diskografija

### Studijski albumi
- Bestseller (1991)
- Juke-Box (1993)
- Pirat (1999)
- Original (2005)
- Devil Blues (2007)
- Joker (2011)

## Članovi sastava

### Sadašnji članovi
- Zdenko Kolar - bas gitara 1986. - danas
- Dušan Ristić bubnjevi 1986. - danas